# Tomomi Takano
Pour les articles homonymes, voir Takano.
 (juin 2019).
Tomomi Takano (高野 人母美, Takano Tomomi), née le 12 juin 1987 à Sumida-ku (Tokyo), est un mannequin et boxeuse japonaise,. 

## Carrière sportive
Elle passe dans les rangs professionnels en boxe anglaise en 2013 et devient championne d'Asie OPBF des poids super-coqs en 2015. La même année, Takano s'incline face à Daniela Romina Bermudez par KO au 4e round pour le titre de championne du monde WBO des poids super-mouches.